# ひのこ
ひのこは、松竹芸能に所属する日本のお笑いコンビ。2019年4月結成。2023年のM-1グランプリ1回戦敗退後に解散。

## メンバー
田原 徹（たはら とおる、1995年2月12日（30歳）- ）ボケ担当、立ち位置は向かって左
- 北海道出身、身長180cm、体重78kg、血液型 O型。
- 特技は社長の接待
- 解散後、芸人を引退。

中谷 亮太（なかや りょうた、1994年6月5日（30歳）- ）ツッコミ担当、立ち位置は向かって右
- 石川県出身、身長178cm、体重55kg、血液型 AB型。
- 趣味はオンラインゲーム「Apex Legends」、「アイシールド21」「弱虫ペダル」（スポコン漫画が好き）、 テニス、古着・パーカー・スニーカー集め、ボールペン集め、ゲーム(FPS) 60点のビートボックス。
- 特技は外にいながら中のテレビがついているかどうかわかる
- 解散後はピンで活動。

## 賞レースなどでの戦績

### M-1グランプリ
| 年（回）         | 結果      | エントリー No. | 会場                        | 日時  | 備考 |
| ---------------- | --------- | -------------- | --------------------------- | ----- | ---- |
| 2019年（第15回） | 1回戦敗退 | 1798           | 新宿シアターモリエール      | 08/30 |      |
| 2020年（第16回） | 1回戦敗退 | 185            | シダックスカルチャーホールA | 08/31 |      |
| 2021年（第17回） | 3回戦進出 | 278            | よしもと有楽町シアター      | 11/02 |      |
| 2022年（第18回） | 2回戦進出 | 1801           | 雷5656会館ときわホール      | 10/18 |      |
| 2023年（第19回） | 1回戦敗退 | 2591           | シダックスカルチャーホール  | 9/6   |      |

## 出演

### テレビ
- Show_Tik（2022年10月16日、BS松竹東急）[1]

### ラジオ
- みなみかわ相談所 （2021年11月21日、RCCラジオ・YouTubeラジオ局PILOT）[2]